# 조빙

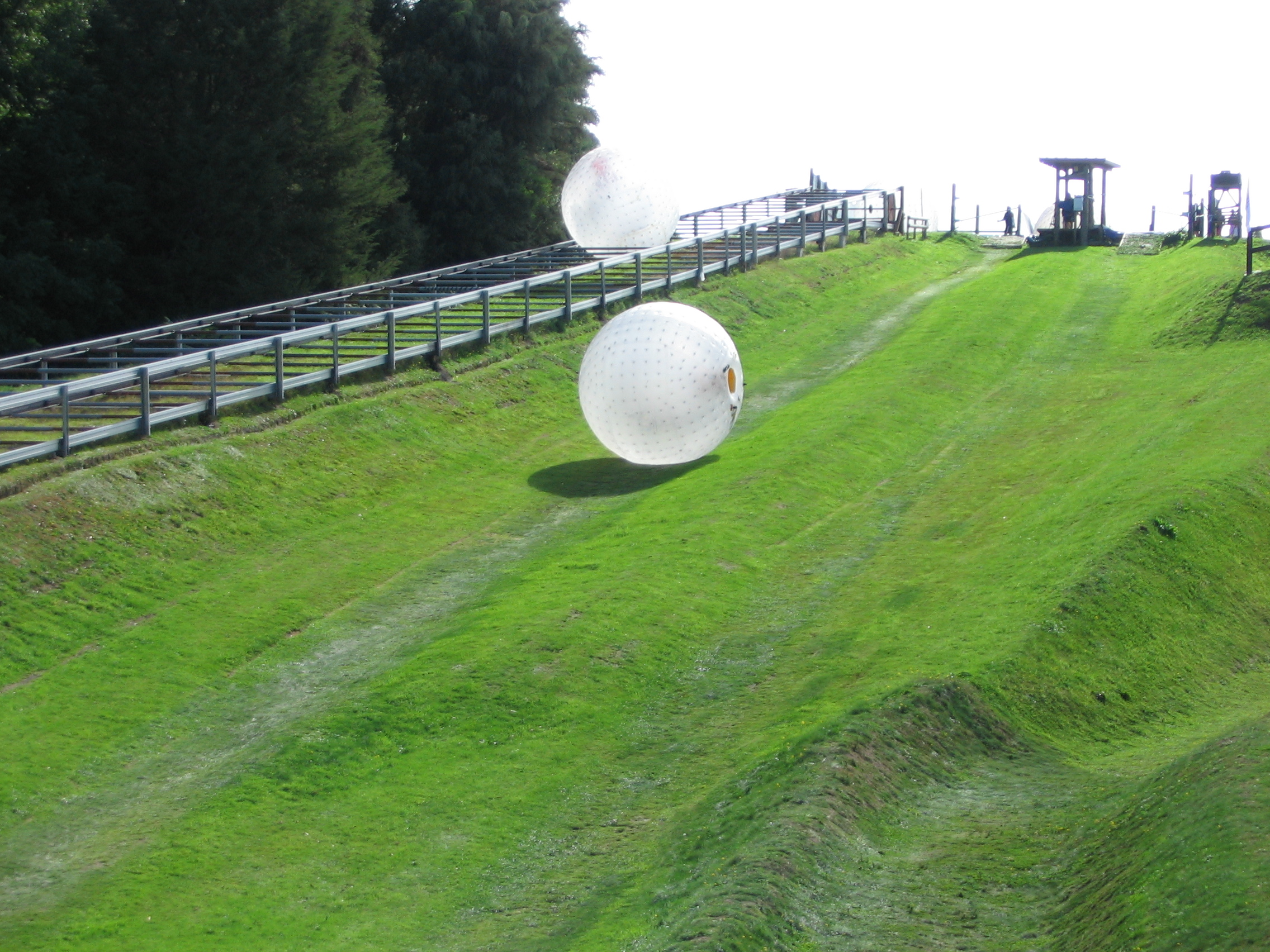
조빙

조빙(Zorbing)은 레크리에이션 활동 중 하나로 인간이 거대한 투명공 안에 들어가 언덕을 굴러 즐기는 것이다. 조빙은 일반적으로 완만한 경사면에서 수행되지만 평평한 표면에서도 수행할 수 있으므로 라이더가 더 많이 제어할 수 있다. 언덕이 없는 경우 일부 운영자는 팽창식, 목재 또는 금속 경사로를 건설했다. 구체의 부력 특성으로 인해 조빙은 물 위에서도 수행할 수 있다. 단, 구체를 적절하게 부풀리고 탑승자가 안에 들어가면 밀봉해야 한다. 이러한 오브(orb)를 이용한 '워터워킹'은 영국 전역의 테마파크에서 인기를 끌었다.
오브(orb)에는 하네스 방식과 비하네스 방식 등 두 가지 유형이 있다. 비하네스 방식의 오브는 최대 3명의 라이더를 태울 수 있는 반면, 하네스 방식의 오브는 1~2명의 라이더를 수용하도록 구성된다. 최초의 조빙 사이트는 저브(ZORB)에 의해 뉴질랜드 로토루아에 설립되었다.

## 같이 보기
- 워터볼